# Petrosia massiva
Petrosia massiva är en svampdjursart som beskrevs av Marcus Lehnert och van Soest 1996. Petrosia massiva ingår i släktet Petrosia och familjen Petrosiidae.
Artens utbredningsområde är Jamaica. Inga underarter finns listade i Catalogue of Life.